# Otrčkovec
 Otrčkovec  falu Horvátországban Zágráb megyében. Közigazgatásilag Bedenicához tartozik.

## Fekvése
Zágrábtól 30 km-re északkeletre, községközpontjától  3 km-re nyugatra a Horvát Zagorje területén a megye északi részén fekszik.

## Története
A falunak 1857-ben 59, 1910-ben 64 lakosa volt. Trianonig Zágráb vármegye Szentivánzelinai járásához tartozott. 2001-ben 45 lakosa volt.

## Külső hivatkozások
Bedenica község hivatalos oldala